# محسن فرحان
محسن فرحان (1947 - 18 تموز/يوليو 2022)، هو ملحن عراقي عُرف بألحانه منذ سبعينيات القرن العشرين.

## حياته
من مواليد مدينة الكوت عام 1947. عرف بألحانه منذ سبعينيات القرن العشرين منها «غريبة الروح»، «يقولون غني بفرح»، «ما بي أعوفن هلي» وغيرها من الألحان. أسس مع فنانين عراقيين آخرين جمعية الملحنين والمؤلفين العراقيين.

## وفاته
توفي يوم الإثنين 18 تموز/يوليو 2022
في مستشفى الكندي في بغداد بعد صراع مع المرض